# Положення про концентрацію
Положення про концентрацію — нормативний акт, що регулює порядок діяльність суб'єктів господарювання при проведені концентрації з метою запобігання монополізації товарних ринків, зловживанню монопольним (домінуючим) становищем, обмеженню конкуренції.

## Загальний опис
Юридичні особи, які бажають діяти спільно на певному ринку чи ринках (узгоджені дії), зобов'язані попередньо отримати згоду Антимонопольного комітету України.
Положення встановлює порядок подання заяв до Антимонопольного комітету України про попереднє отримання дозволу Антимонопольного комітету України чи Адміністративної колегії Антимонопольного комітету України на концентрацію суб'єктів господарювання, а також їх розгляду та одержання висновків з питань концентрації суб'єктів господарювання.

## Державна реєстрація юридичних осіб
При проведені державної реєстрації юридичних осіб в окремих випадках вимагається надати згоду (дозвіл або висновок) Антимонопольного комітету.
Згода є обов'язковою при реєстрації господарського об'єднання.

## Концентрація
Концентрація відповідно до Положення має місце у таких випадках:
1. Злиття суб'єктів господарювання або приєднання одного суб'єкта господарювання до іншого.
2. Набуття безпосередньо або через інших осіб контролю одним або кількома суб'єктами господарювання над одним або кількома суб'єктами господарювання чи частинами суб'єктів господарювання.
3. Створення двома і більше суб'єктами господарювання суб'єкта господарювання, який протягом тривалого періоду буде самостійно здійснювати господарську діяльність, але при цьому таке створення не призводить до координації конкурентної поведінки між суб'єктами господарювання, що створили цей суб'єкт господарювання, або між ними та новоствореним суб'єктом господарювання.
4. Безпосереднє або опосередковане (через інших осіб) придбання, набуття у власність іншим способом чи одержання в управління часток (акцій, паїв), що забезпечує досягнення чи перевищення 25 або 50 відсотків голосів у вищому органі управління відповідного суб'єкта господарювання.